# Thomas Kuba Thowa
Thomas Kuba Thowa (* 1917 in Pakenge, Belgisch Kongo; † 20. Januar 2000) war ein kongolesischer Geistlicher und römisch-katholischer Bischof von Mahagi-Nioka.

## Leben
Thomas Kuba Thowa empfing am 15. August 1948 das Sakrament der Priesterweihe.
Am 2. Juli 1962 ernannte ihn Papst Johannes XXIII. zum ersten Bischof von Mahagi (später: Mahagi-Nioka). Der Präfekt der Kongregation De Propaganda Fide, Krikor Bedros XV. Kardinal Agagianian, spendete ihm am 14. Oktober desselben Jahres die Bischofsweihe; Mitkonsekratoren waren der Erzbischof von Stanleyville, Nicolas Kinsch SCJ, und der Bischof von Goma, Joseph Mikararanga Busimba.
Kuba Thowa nahm an der ersten, zweiten und vierten Sitzungsperiode des Zweiten Vatikanischen Konzils teil. Am 10. Oktober 1979 nahm Papst Johannes Paul II. das von Thomas Kuba Thowa vorgebrachte Rücktrittsgesuch an.